# حاجی‌مراد رشیدوف
حاجی‌مراد قاضی خانوویچ رشیدوف (به روسی: Гаджимурад Газигандович Рашидов؛ زادهٔ ۳۰ اکتبر ۱۹۹۵) کشتی‌گیر اهل روسیه در دسته‌های ۶۱ و ۶۵ کیلوگرم کشتی آزاد است.
از افتخارات وی می‌توان به کسب مدال برنز المپیک ۲۰۲۰ توکیو و دو مدال نقره وزن ۶۱ کیلوگرم در مسابقات قهرمانی کشتی جهان ۲۰۱۷ و مسابقات قهرمانی کشتی جهان ۲۰۱۸ اشاره کرد. وی همچنین دارنده مدال طلا وزن ۶۵ کیلو گرم مسابقات قهرمانی کشتی جهان ۲۰۱۹ است.

## فعالیت حرفه‌ای

### مسابقات قهرمانی کشتی جهان ۲۰۱۷
رشیدوف در وزن ۶۱ کیلوگرم کشتی آزاد مسابقات قهرمانی کشتی جهان ۲۰۱۷ پاریس حاضر بود که ژوزف مولنار از مجارستان، لوگان استیبر از آمریکا، ولادیمر خینچگاشویلی قهرمان المپیک ۲۰۱۶ از گرجستان و چنگیز ارودغان از ترکیه را شکست داد و به فینال رسید. وی در دیدار نهایی از حاجی علی‌اف کشتی‌گیر آذربایجان شکست خورد و به مدال نقره بسنده کرد.

### مسابقات قهرمانی کشتی جهان ۲۰۱۸
رشیدوف در وزن ۶۱ کیلوگرم کشتی آزاد مسابقات قهرمانی کشتی جهان ۲۰۱۸ بوداپست حاضر بود که تومنبیلگین توشینتولگا از مغولستان، سونبا تاناجی گونگانه از هند و بکا لومیتادزه از گرجستان را شکست داد و به فینال رسید. وی در دیدار نهایی از یولیس بون کشتی‌گیر کوبا شکست خورد و به مدال نقره بسنده کرد.

### مسابقات قهرمانی کشتی جهان ۲۰۱۹
رشیدوف در وزن ۶۵ کیلوگرم کشتی آزاد مسابقات قهرمانی کشتی جهان ۲۰۱۹ نورسلطان حاضر بود که حاجی علیف از آذربایجان، امر رضا از مصر، تاکوتو اوتوگورو از ژاپن، حاجی محمد علی از بحرین و اسماعیل موساکایف از مجارستان را شکست داد و به فینال رسید. وی در فینال دولت نیازبکوف از قزاقستان را شکست داد و مدال طلا وزن ۶۵ کیلوگرم را بدست آورد.

### المپیک ۲۰۲۰ توکیو
رشیدوف در وزن ۶۵ کیلوگرم کشتی آزاد المپیک ۲۰۲۰ توکیو حاضر بود که در کشتی‌های اول و دوم وازگن توانیان از ارمنستان و ماگومدمراد گادژیف از لهستان را شکست داد اما در نیمه نهایی به تاکوتو اوتوگورو از ژاپن باخت و به دیدار رده‌بندی رفت. وی در دیدار رده‌بندی اسماعیل موساکایف از مجارستان را شکست داد و مدال برنز وزن ۶۵ کیلوگرم را به‌دست‌آورد.